# 에이프릴 리 에르난데스
에이프릴 리 에르난데스(April Lee Hernández, 1980년 1월 31일 ~ )는 미국의 배우이다.